# Frederick Tisdall
Frederick Fitzgerald Tisdall (né le 3 novembre 1893 et décédé le 23 avril 1949) est l'un des trois pédiatres canadiens ayant développé la céréale pour nourrissons Pablum. En 1921, il commence à travailler à l'Hôpital pour enfants malades de Toronto. En 1929, il est nommé directeur des laboratoires de recherche nutritionnelle.
En 2013, des révélations attirent l'attention du public selon lesquelles Tisdall affamait des enfants autochtones à des fins d'expérimentation, en violation directe du Code de Nuremberg,.
Au moment de sa mort, il est considéré comme « un brillant chercheur » avec plus de cent vingt-cinq articles scientifiques à son actif.
Après sa mort, des questions commencent à être soulevées sur l'éthique de ses expérimentations nutritionnelles d'après-guerre, menées avec Lionel Bradley Pett, impliquant les communautés membres des Premières Nations,,.
Dans la plus notoire de ces études, des enfants retirés de force de leur foyer et placés dans des pensionnats étaient affamés pendant que les chercheurs restaient à l'écart. Les groupes d'enfants souffrant de malnutrition se sont vu refuser une nutrition adéquate. « Dans une expérience, le groupe de traitement a reçu des suppléments de riboflavine, de thiamine et/ou d'acide ascorbique pour déterminer si ceux-ci atténuaient les problèmes - ils ne l'ont pas fait. Dans un autre, les enfants ont reçu un mélange de farine contenant de la thiamine, de la riboflavine, de la niacine et de la farine d'os. Plutôt que d'améliorer la nutrition, les enfants sont devenus plus anémiques, contribuant probablement à plus de décès et ayant certainement un impact sur le développement. Dans ces expériences, des efforts ont été faits pour contrôler le plus de facteurs possible, même lorsqu'ils nuisaient aux sujets de recherche. Par exemple, les soins dentaires précédemment disponibles ont été refusés dans certains contextes parce que les chercheurs voulaient observer l'état des caries dentaires et de la gingivite avec malnutrition ».